# Schanze Eschbacher Klippen
Die Schanze Eschbacher Klippen ist eine Wallanlage nördlich des Usinger Ortsteils Eschbach im Hochtaunus. In unmittelbarer Nähe südlich der auf etwa 400 m Höhe gelegenen Wallgrabenanlage findet sich das Naturdenkmal Eschbacher Klippen.

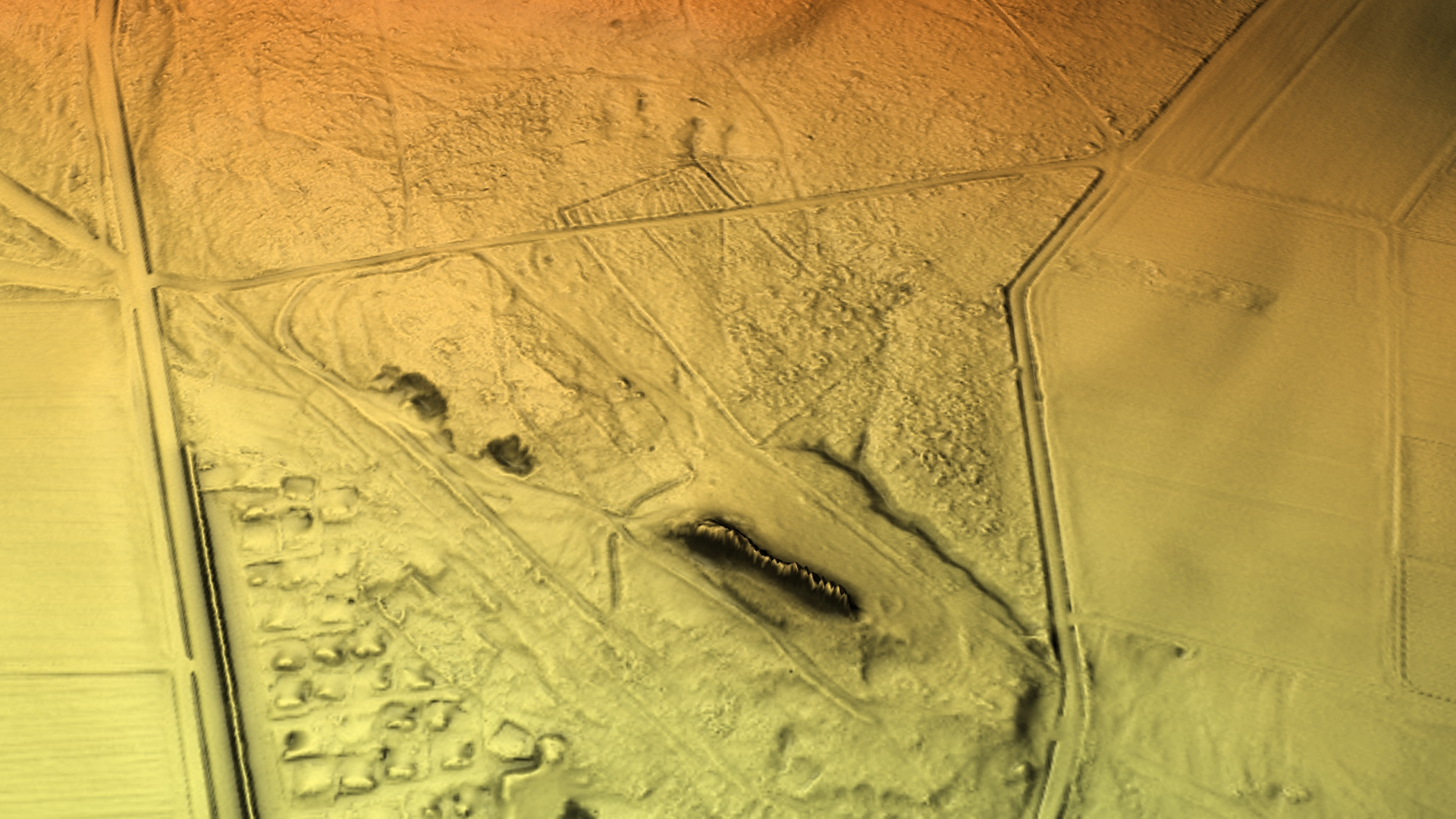
Reliefbild des Geländes um die Eschbacher Klippen

Die Erdwälle umfassen mit etwa 75 Meter an den kurzen und etwa 140 bzw. 120 Meter an den langen Seiten eine annähernd rechteckige, leicht trapezoide Form. Den Wällen ist ein etwa 2 Meter breiter Graben vorgelagert. Die Aufgabe und Zeitstellung der insgesamt ungefähr hangparallel eingerichteten Erdschanzenanlage sind unbekannt.

## Denkmalschutz
Der Bereich der Wallanlage ist ein Bodendenkmal nach dem Hessischen Denkmalschutzgesetz. Nachforschungen und gezieltes Sammeln von Funden sind genehmigungspflichtig, Zufallsfunde an die Denkmalbehörden zu melden.